# 委拉斯開茲
委拉斯開茲，全名迭戈·羅德里奎茲·德·席爾瓦-委拉斯開茲（西班牙語：Diego Rodríguez de Silva y Velázquez，1599年6月6日—1660年8月6日），是文艺复兴后期、巴洛克时代、西班牙黄金时代画家，对后世画家启发很大，弗朗西斯科·哥雅认为他是自己的“伟大教师之一”。他通常只画所见到的事物，所画的人物，被形容近乎能走出画面；他也画宗教画，宛如人间，充满紧张和痛苦；他画的马和狗充满活力。
因西班牙严厉的宗教政策，他的作品原来大部分收藏在马德里的博物馆中默默无闻，在1811年法国入侵西班牙的战争中，被外界所了解。但占领军基于想让公众欣赏，并没有破坏和盗走这些画。经过鉴定家克蒂斯的鉴定，委拉斯开兹有274幅作品存世，其中有121幅存英国、13幅存法国、12幅存奥地利、7幅存俄罗斯、7幅存德国，但勃鲁特认为在英国的作品只有14幅是他的真迹。他的其余作品，大部分收藏在西班牙马德里的普拉多博物馆，大约展出有60多幅。
美术史学家将他的作品分为三个时期，第一次访问意大利之前为第一时期，第二次访问意大利之后为第三时期，但委拉斯开兹的作品很少注明日期，只能从绘画风格上分。

## 早年与家庭

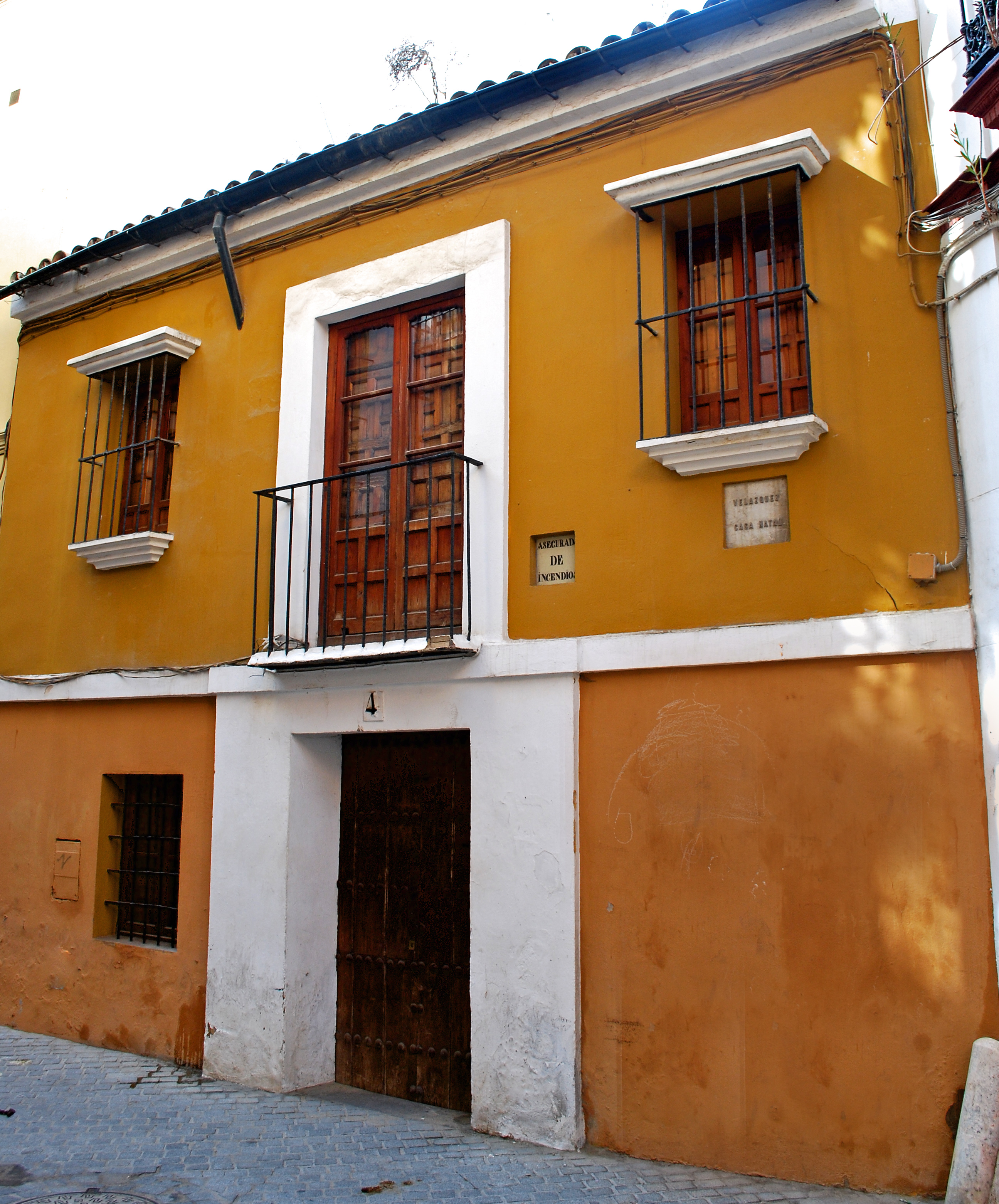
委拉斯開茲出生地

他出生于西班牙塞维利亚，父亲胡安·罗德里格斯·德·席尔瓦是祖籍葡萄牙的小贵族、律师，母亲罗里玛·委拉斯开兹是塞维利亚的贵族世家，依据当地习惯，姓随父母中家世身份高的人，因此他随母姓。

委拉斯开兹的作品《宫女》

他一生平稳，幼年受过良好的教育，很早就表现出绘画才能，在当时塞维利亚最有名的画家赫列拉门下学习，赫列拉不赞成当时塞维利亚画坛追随意大利的风尚，是一位大胆有想象力的画家，但脾气暴躁，学生多数半途离去，委拉斯开茲也是同样，只随他学习了一年，但这一年对他一生都有影响，委拉斯开茲从他那儿学到了如何使用长头画笔。因此委拉斯开茲的画中颜色好像被轻轻地画上，漂浮在画面上，令後来人望尘莫及。
他后来跟随巴契科学习了5年，巴契科没有太大的才华，但喜欢钻研理论，有些好的作品也是模仿拉斐尔的画风。在巴契科这里，委拉斯开兹学习了构图和透视，熟悉了塞维利亚的文学和艺术圈子。他坚持了素描写生的训练，画一切事物-陶罐、鸟、鱼、水果、花和农村的普通人，他雇佣了一个农村的孩子做他的仆人和模特，让他作出各种表情-哭、笑等，画了大量的头像。学习了巴契科的许多藏书，最后和巴契科的女儿结了婚。
這位女子名為胡安娜·巴契科，根據某些資料，她在十六歲時嫁給了不到十九歲的維拉斯奎茲。
他在塞维利亚已略有名望，他的妻子生了两个女儿，小女儿夭折了，大女儿嫁了一位画家，在这个时期他创作了一些静物画和风俗画，《煎鸡蛋的妇人》、《早餐》、《水贩》和一些宗教画《基督和艾玛的朝圣》、《沙漠中的圣约翰》等，在这个时期，他大量地使用暖色调，表现的都是日常生活，圣约翰如同一个年轻的农民。

## 马德里与国王腓力四世
在1622年委拉斯开兹23岁时前往马德里寻找工作，带着给大臣丰西卡的一封介绍信但没受到重视，只和丰西卡的仆人们一起混了几个月，不过他可能已经受到注意，第二年国王腓力四世首相就用50金币把他招回，这次他的岳父陪同他去马德里，据说他为大臣画了一幅肖像受到国王的赞赏，1624年，腓力四世给他500金币的安家费，将全家接到马德里，开始在宫廷供职直到去世。
腓力四世平庸懒惰，可是爱好艺术，他很快就发现了委拉斯开兹的才华，宣布今后不再允许其他画家画自己的肖像，每月付给委拉斯开兹20金币的工资，另加医疗费，提供免费住房，对他画的每一幅画另外付费。在他此后余生的36年中，始终是委拉斯开兹的保护人和朋友。委拉斯开兹这一时期为国王画了许多肖像，但流传下来的不多。在普拉多博物馆中还存有两幅国王的肖像，这个时期委拉斯开兹画风改变更为精细。 
1628年鲁本斯以尼德兰外交使节身份来到马德里，停留了9个月，委拉斯开兹被国王任命接待他并作为他参观西班牙艺术珍宝的向导，鲁本斯当时的声名已经如日中天，他的艺术见解使委拉斯开兹受益非浅，但没有改变委拉斯开兹的西班牙风格，他非常欣赏委拉斯开兹的才华，极力劝说委拉斯开兹去意大利观摩那些伟大画家的作品。
1627年国王舉辦西班牙画家的绘画竞赛，委拉斯开兹获胜，获胜的奖品是被任命为贵族侍招，每天增加12个银币的工资（相当宫廷理发师的工资），一年90金币的服装费（相当宫廷小丑的服装费）。1629年他画的作品《酒神巴库斯》也获得了100金币的奖赏，这幅画的西班牙名称也叫《醉汉们》，实际描画的是典型的西班牙农村风情。

## 游历意大利
1629年腓力四世批准委拉斯开茲到意大利游历，工资照发，另外给了他400金币，首相又给了他200金币，他从巴塞罗那乘船，由斯宾诺拉侯爵陪同，斯宾诺拉侯爵去米兰指挥他的军队，斯宾诺拉侯爵是荷兰布雷達的征服者，后来委拉斯开兹画了《布雷達投降》。

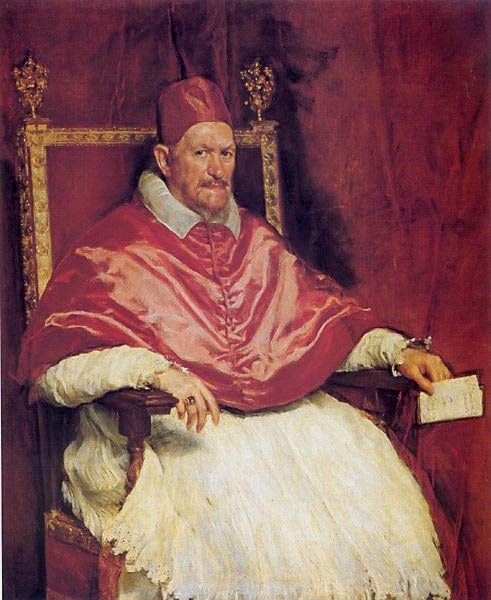
委拉斯开兹的作品《教宗英诺森十世像》

他先后访问了威尼斯、罗马、佛罗伦萨等地，当时意大利处于西班牙控制之下，他在各地受到优待，临摹了不少大师们的作品，在佛罗伦萨住在美第奇别墅，创作了一些风景画，在罗马住了一年，创作了《火神的锻造厂》。1631年回国，国王准备了一把通往他画室的钥匙，每天都要在他那儿“站上几个钟头”，他画了大量的肖像画，并陪着国王在国内到处旅行。现存的国王肖像大约有40多幅，还为王后、王子、公主们画了许多肖像。

## 再遊意大利
1648年他第二次访问意大利，奉命为国王收购艺术品，1650年在罗马住了一年，和法国画家普桑、克罗德·劳兰以及一些意大利画家结为好友。他受到教皇的款待，为了答谢，他为教皇英诺森十世画了一幅肖像，据说一位主教从悬挂这幅画的门旁走过，回头小声对同伴说：“讲话声音小点，教皇在这儿了”可見其逼真程度。委拉斯开兹被接纳为罗马画院 - 圣路加公会的外籍成员。

## 宫廷总管
1651年他回国，立即被提升为“宫廷总管”，他创作了《镜前的维纳斯》，这是宗教严厉的17世纪西班牙少有的裸体像之一，也是委拉斯開茲现存作品中唯一的裸体像。1656年他创作了两幅最著名的作品《宫女》和《纺纱女》，《纺纱女》的构图和光色明暗的对比曾影响了印象派的画家克劳德·莫奈等人。

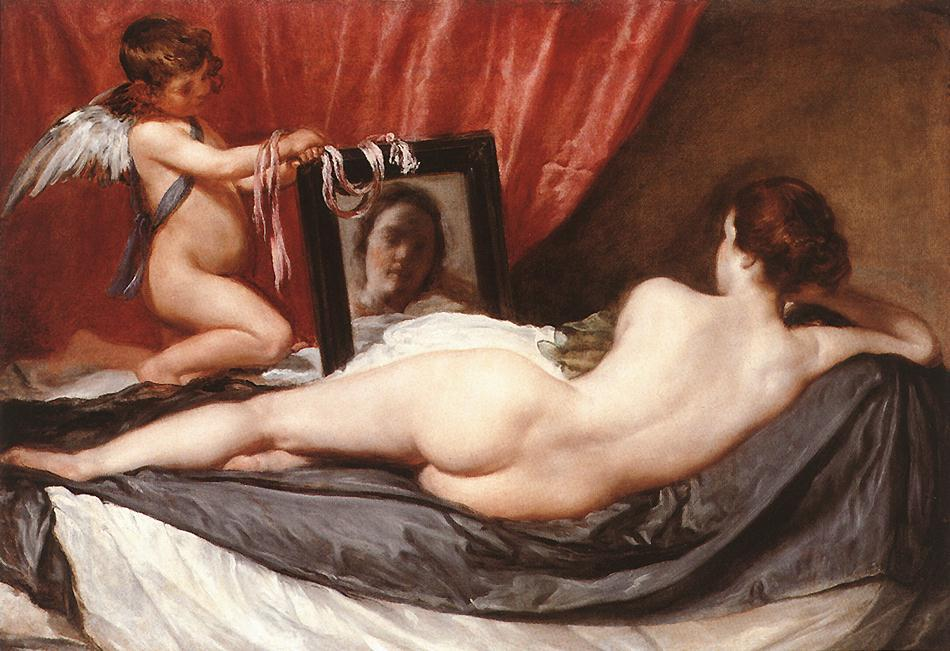
委拉斯开兹的作品《镜前的维纳斯》

## 晚年
以后他忙于宫廷琐事没有大幅的创作，1660年，他为西班牙公主和法国国王路易十四世在法西交界的河中小岛筹备婚礼，及王室成员全部旅途事宜，马德里人们谣传他被累死。当他在家人的惊喜中疲惫地回来了，但仍然得伺候国王7月31日祭宴，回家后即不能起床，8月6日与世长辞。
他埋葬在圣胡安教堂，8天之后，他的妻子安葬在他身旁。但教堂毁于1811年法国拿破崙入侵的战火，现在已经无处找到他的墓地。
他从没有创立过画派，他去世后西班牙王国很快就没落了，直到200年后人们重新发现他的伟大。

## 著名作品列表

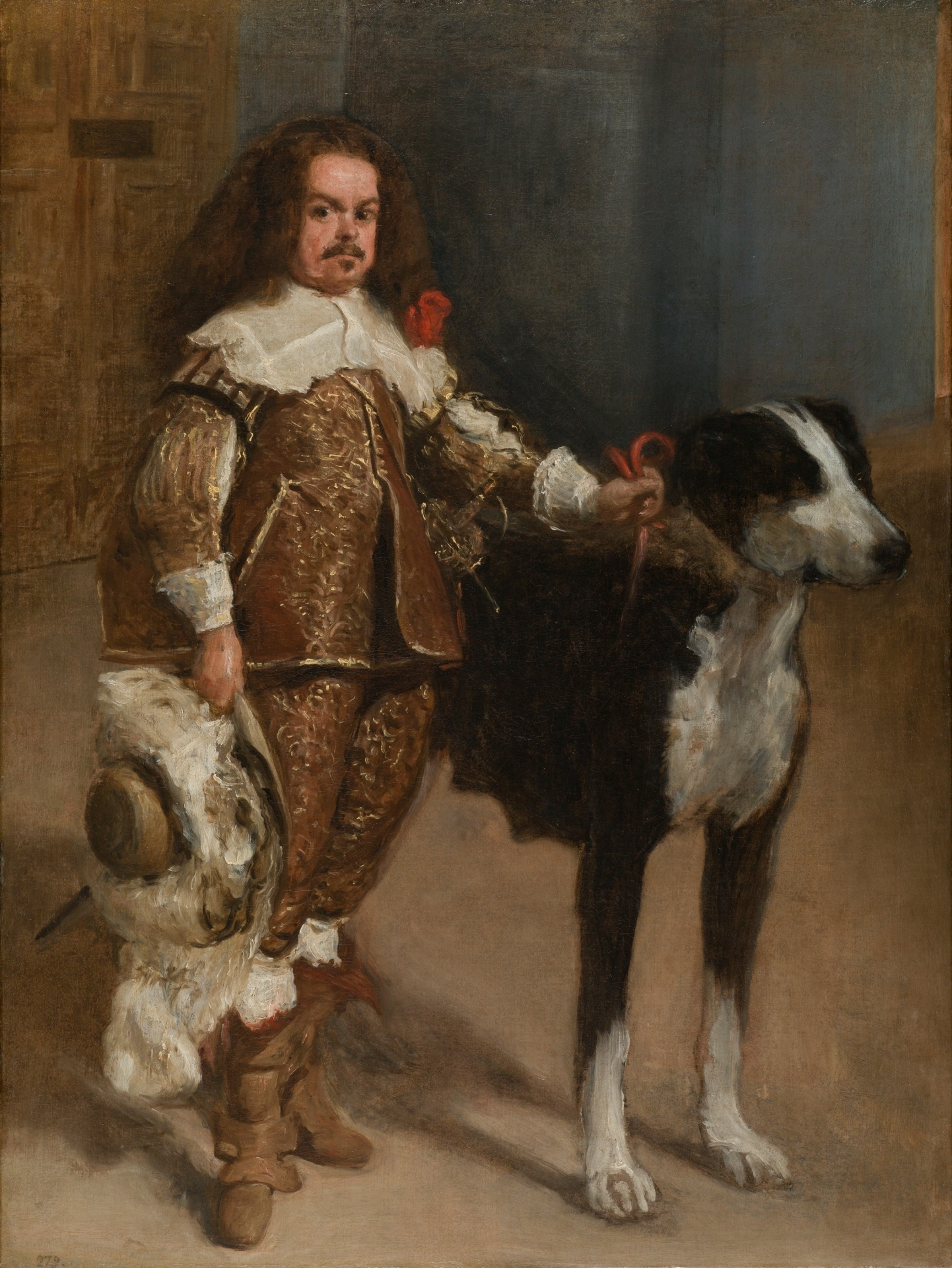
《小丑和狗的畫像》長期認為是委拉斯開茲的作品，但也可能是其他畫家的作品

委拉斯開茲不是位多產的畫家，估計其已知的油画只有110至120幅。 不過在這些畫作中，有些著名且有影響力的作品。
- 《火神的鍛造廠（英语：Apollo in the Forge of Vulcan）》（1630年）– 布面油画，223 x 290 cm，目前在馬德里的普拉多博物館
- 《耶稣与马大和马利亚在一起（英语：Christ in the House of Martha and Mary (Velázquez)）》– 布面油画，63 x 103.5 cm，目前在倫敦的国家美术馆
- 《在十字架上的基督（英语：Christ Crucified (Velázquez)）》（1631年）– 布面油画，2248 x 169 cm，目前在馬德里的普拉多博物館
- 《德謨克利特》（約1630年）– 布面油画，101 x 81 cm，目前在魯昂美術館
- 《酒神巴庫斯（英语：The Triumph of Bacchus）》（1628–1629年）– 布面油画，165 x 225 cm，目前在馬德里的普拉多博物館
- 《圣托马斯的诱惑（英语：Temptation of St Thomas (Velázquez)）》（1632年）–布面油画，244 x 203 cm，目前在西班牙的奧里韋拉主教座堂
- 《奥利瓦雷斯伯爵-公爵的马术肖像（英语：Equestrian portrait of Count-Duke de Olivares）》（1634年）–布面油画，313 x 239 cm，目前在馬德里的普拉多博物館
- 《埃索波》（Esopo, 1639–1640年）– 布面油画，179 × 94 cm，目前在馬德里的普拉多博物館
- 《煎蛋的婦人》（Old Woman Frying Eggs, 約1618年）– 布面油画，105 × 119 cm，目前在艾丁堡的蘇格蘭國家畫廊
- 《La reina Isabel de Borbón a caballo》（1629年）– 布面油画，301 x 314 cm，目前在馬德里的普拉多博物館
- 《奧·拉克妮傳說（英语：Las Hilanderas (Velázquez)）》（約1657年） - 布面油画，167 × 252 cm，目前在馬德里的普拉多博物館
- 《宮女》（1656年） - 布面油画，318 × 276 cm
- 《休息的瑪爾斯（英语：Mars Resting）》（1640） - 布面油画，179 × 95 cm，目前在馬德里的普拉多博物館
- 《Menipo》（1639–1640年） - 布面油画，179 × 94 cm，目前在馬德里的普拉多博物館
- 《墨丘利和和阿古斯》（Mercury and Argus，1659年） - 布面油画，127 × 248 cm，目前在馬德里的普拉多博物館
- 《奥利瓦雷斯伯爵-公爵的肖像（聖保羅）（英语：Portrait of the Count-Duke of Olivares (São Paulo)）》（1624年） – 布面油画，202 x 107 cm，目前在聖保羅藝術博物館
- 《奥利瓦雷斯伯爵-公爵的肖像（艾米塔吉）（英语：Portrait of the Count-Duke of Olivares (Hermitage)）》（1635年） – 布面油画，67 × 54.5 cm，目前在聖彼得堡的埃尔米塔日博物馆
- 《教宗依諾增爵十世像》（約1650年） – 布面油画，141 x 119 cm，羅馬的多利亞·潘菲利美術館
- 《胡安·帕雷哈的肖像（英语：Portrait of Juan de Pareja）》（1650年） – 布面油画，81.3 x 69.9 cm，紐約大都會博物館-->
- 《粉紅色洋裝的馬佳莉塔·德雷莎公主》（Infanta Margarita Teresa in a Pink Dress, 約1653/1654年） – 布面油画，128 x 99,5 cm，目前在維也納的藝術史博物館[3]
- 《藍色洋裝的馬佳莉塔·德雷莎公主（英语：Infanta Margarita Teresa in a Blue Dress）》（1659年） – 布面油画，127 x 107 cm，目前在維也納的藝術史博物館[4]
- 《西班牙公主馬佳莉塔·德雷莎》（Margarita Teresa, Infanta of Spain，約1655年） – 布面油画，目前在布拉格的洛克維茲宮
- 《菲利浦·玻思別王子》（Infant Philipp Prosper，1659年） – 布面油画，129 x 99 cm，目前在維也納的藝術史博物館[5]
- 《Jerónima de la Asunción》（1620年） – 布面油画，79 x 51 cm，目前在馬德里的普拉多博物館[6][7][8]
- 《鏡前的維納斯》（約1648–1651年） – 布面油画，122 × 177 cm，目前在倫敦的国家美术馆
- 《布雷達之降》（1633–1635年） – 布面油画，307 × 367 cm，目前在馬德里的普拉多博物館
- 《三博士來朝（英语：Adoration of the Magi (Velázquez)）》（1619年） – 布面油画，203 × 125 cm，目前在馬德里的普拉多博物館
- 《拿扇子的女人（英语：The Lady with a Fan）》（約1638–1639年） – 木頭上的油畫，69 x 51 cm，目前在倫敦的華勒斯典藏館[6][7][9][10]
- 《午餐（英语：The Lunch (Velázquez)）》（約1617年）– 布面油画，108 x 102 cm,，目前在聖彼得堡的埃尔米塔日博物馆
- 《塞维利亚卖水者（英语：The Waterseller of Seville (Velázquez)）》（約1620年） – 布面油画，105 × 80 cm，目前在倫敦的阿普斯利邸宅
- 《聖保羅（英语：San Pablo (Velázquez)）》（約1618年）– 布面油画，99 x 78 cm，目前在巴賽隆納的加泰罗尼亚国家艺术博物馆